# Fernando Henrique Cardoso
Fernando Henrique Cardoso (Río de Janeiro, 18 de junio de 1931) es un sociólogo, político, politólogo, filósofo y profesor universitario brasileño. Profesor emérito de la Universidad de São Paulo, también dio clases en la Universidad de París I Panthéon-Sorbonne. Fue funcionario de la CEPAL, senador de la República (1983-92), ministro de Relaciones Exteriores (1992-1993) y ministro de Hacienda (1993-1994). Presidente de la República desde el 1.° de enero de 1995 hasta el 1.° de enero de 2003. Además pertenece a Global Elders (grupo de eminentes líderes globales convocado por Nelson Mandela y Graça Machel).
Es caballero gran cruz de la Orden del Baño y posee el gran collar de la Orden de Santiago de la Espada y el gran collar de la Orden del Infante Don Enrique.
Licenciado en Sociología por la Facultad de Filosofía, Letras y Ciencias Humanas de la Universidad de São Paulo, Cardoso ha desarrollado una importante carrera académica, habiendo realizado diversos estudios a nivel regional, nacional y global, y ha recibido diversos premios y menciones honrosas por sus trabajos. Fue elegido por la revista Foreign Policy como el 11.er pensador global más importante, en 2009, por su pensamiento y contribución al debate sobre la política antidrogas. Es cofundador, militante y presidente honorífico del Partido de la Social Democracia Brasileña (PSDB).
Natural de Río de Janeiro, Cardoso se mudó a los ocho años con su familia a São Paulo, en 1939. Contrajo matrimonio en 1953 con la antropóloga y excolega de la universidad Ruth Vilaça Correia Leite, llamada luego Ruth Cardoso (fallecida en junio de 2008), teniendo con ella tres hijos.
Actualmente, Cardoso preside el Instituto Fernando Henrique Cardoso (iFHC), un think tank brasileño fundado por él en 2004, que ha sido electo por la Universidad de Pensilvania como uno de los más importantes think tanks de la región, en 2011. También participa de diversos consejos consultivos en organismos del exterior, como la Universidad Brown, la Clinton Global Initiative y la United Nations Foundation. Ocupa también la silla número 36 de la Academia Brasileña de Letras desde el 27 de julio de 2013.

## Origen y ascenso
Graduado por la Universidad de São Paulo. Es cofundador y presidente honorífico del Partido de la Social Democracia Brasileña o PSDB. (en portugués: Partido da Social Democracia Brasileira). En 1985, se candidateó a la Alcaldía de Sao Paulo, pero no la logró.
Fue Canciller y después Ministro de Hacienda en el gobierno del presidente Itamar Franco, siendo uno de los creadores del llamado Plan Real, que era un programa económico ideado para sustituir la moneda para contener la enorme inflación que azotaba al país. Antes de aplicar el plan, la inflación anual acumulada era del 5014%, mientras que el año 1994 pudo finalizar con un IPC del 929,3%.  En las elecciones generales del 3 de octubre de 1994 tuvo el apoyo del Presidente Franco para lanzarse como candidato.
El principal desafío de Cardoso sería estabilizar la economía para brindar seguridad a la inversión extranjera, ya que para el año 1993, Brasil solo había recibido una inversión líquida de 714 millones de dólares, incluso inferior a los 720 millones que había logrado Colombia y muy por debajo de los 2.059 millones de dólares de inversión líquida alcanzados por la Argentina ese mismo año. En 1994, con el éxito del Plan Real la situación comenzó a revertirse, [cita requerida]recibiendo Brasil 1.971 millones de dólares, aunque aún seguía por debajo de los 2.480 millones de dólares cosechados por la Argentina.

## Presidencia

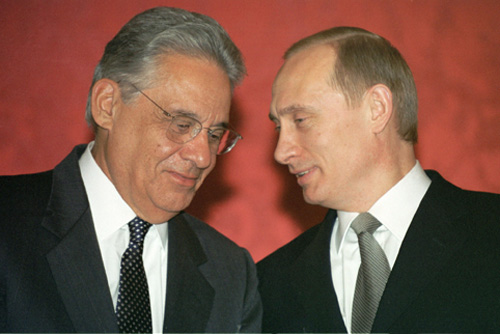
Cardoso con su homólogo ruso Vladimir Putin en Moscú el 14 de enero de 2002.

### Apogeo
El gobierno de Cardoso fue de carácter neoliberal como la mayoría de los que lideraron la región en la década de los 90's. El principal objetivo de su gestión era reducir la inflación a un dígito, objetivo que se cumplió rápidamente al pasar de un IPC del 22% en 1995 a uno del 9,1% en 1996 y que luego continuaría descendiendo hasta alcanzar el 2,5% en 1998. Cardoso proseguiò con la apertura económica iniciada por Fernando Collor de Mello. Entre 1991 y 2001 el Estado brasileño recaudó 103.300 millones de dólares en concepto de privatización de empresas públicas, lideradas por los sectores de telecomunicaciones y energía eléctrica. La normalización de la economía generó un boom en el consumo interno lo que atrajo numerosas inversiones seducidas por la magnitud del mercado brasileño. Esto a su vez permitió mejorar la recaudación fiscal y conseguir el saneamiento de las cuentas públicas, sin embargo, la deuda del Estado pasó de 14% del PIB en 1994 al 55,5% en el año 2000, sobre todo por las altas tasas de interés ofrecidas por el Banco Central de Brasil.
En el ámbito social el desempleo se mantuvo en torno al 5,5% durante su primer mandato, aunque en el segundo se encaminó por encima del 7%. En el ámbito educativo se produjo un recorte de los aportes que pasaron del 20,3% del PBI en 1995 al 8,9% en 2000, sin embargo, se registró una mejora notable en lo referente a la salud pública, sobre todo cuando José Serra asumió en dicho ministerio. Durante su gestión se impusieron los medicamentos genéricos, se distribuyeron medicinas gratuitas para la lucha contra el Sida y se establecieron puestos de asistencia sanitaria en todo el interior brasileño.

Durante estos años, Brasil también jugó un importante papel en varios conflictos a nivel regional, patrocinando el acuerdo de paz entre los presidentes Jamil Mahuad y Alberto Fujimori, poniendo fin a la guerra entre Ecuador y Perú. También intervino en la crisis del Paraguay, que acabó con la caída del presidente Raúl Cubas y el exilio del general Lino Oviedo. Un año después, Brasil comenzó a sentir los efectos de la contracción monetaria y de las altas tasas de interés, que afectaban directamente al nivel de actividad. Aumentó el desempleo y muchas empresas debieron cerrar sus puertas ante la imposibilidad de poder competir con los productos importados, tanto por las políticas de apertura comercial como por la sobrevaluación de la moneda. A su vez, el déficit fiscal y externo debía ser cubierto a través de financiamiento tanto interno como externo, generando un aumento continuo de la deuda pública y de las tasas de interés. La respuesta de las autoridades monetarias era que el déficit fiscal se solucionaría profundizando los ajustes del gasto público.

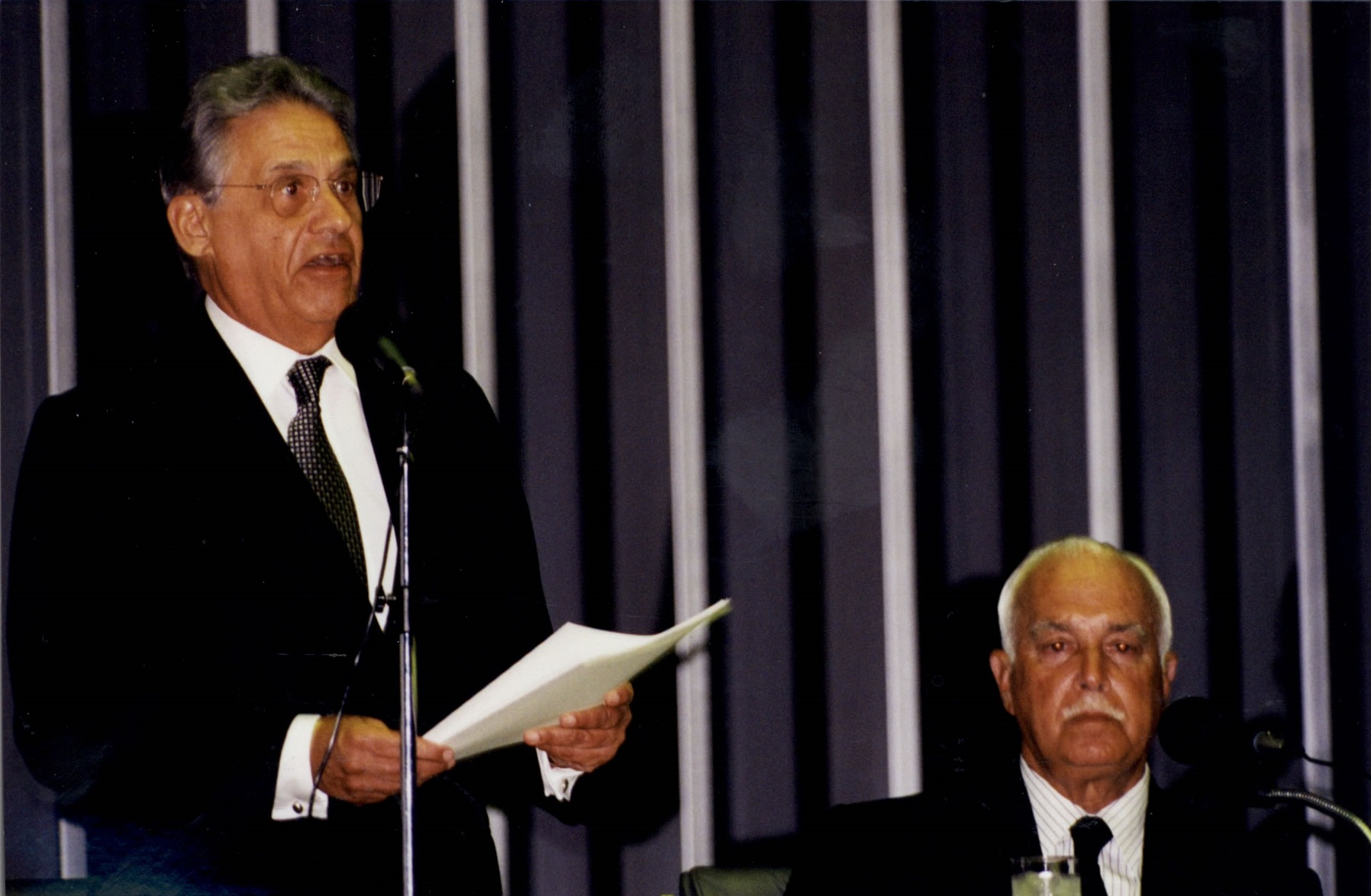
Fernando Henrique Cardoso en su segunda toma de posesión en el Congreso brasileño el 1°. de enero de 1999.

Con el éxito del plan económico, Cardoso tuvo respaldo suficiente para cambiar la Constitución, habilitando la reelección presidencial inmediata. En las elecciones generales del 4 de octubre de 1998, Cardoso volvió a enfrentar Lula da Silva, como había pasado en el año 1994, ganando una vez más.

### Crisis económica

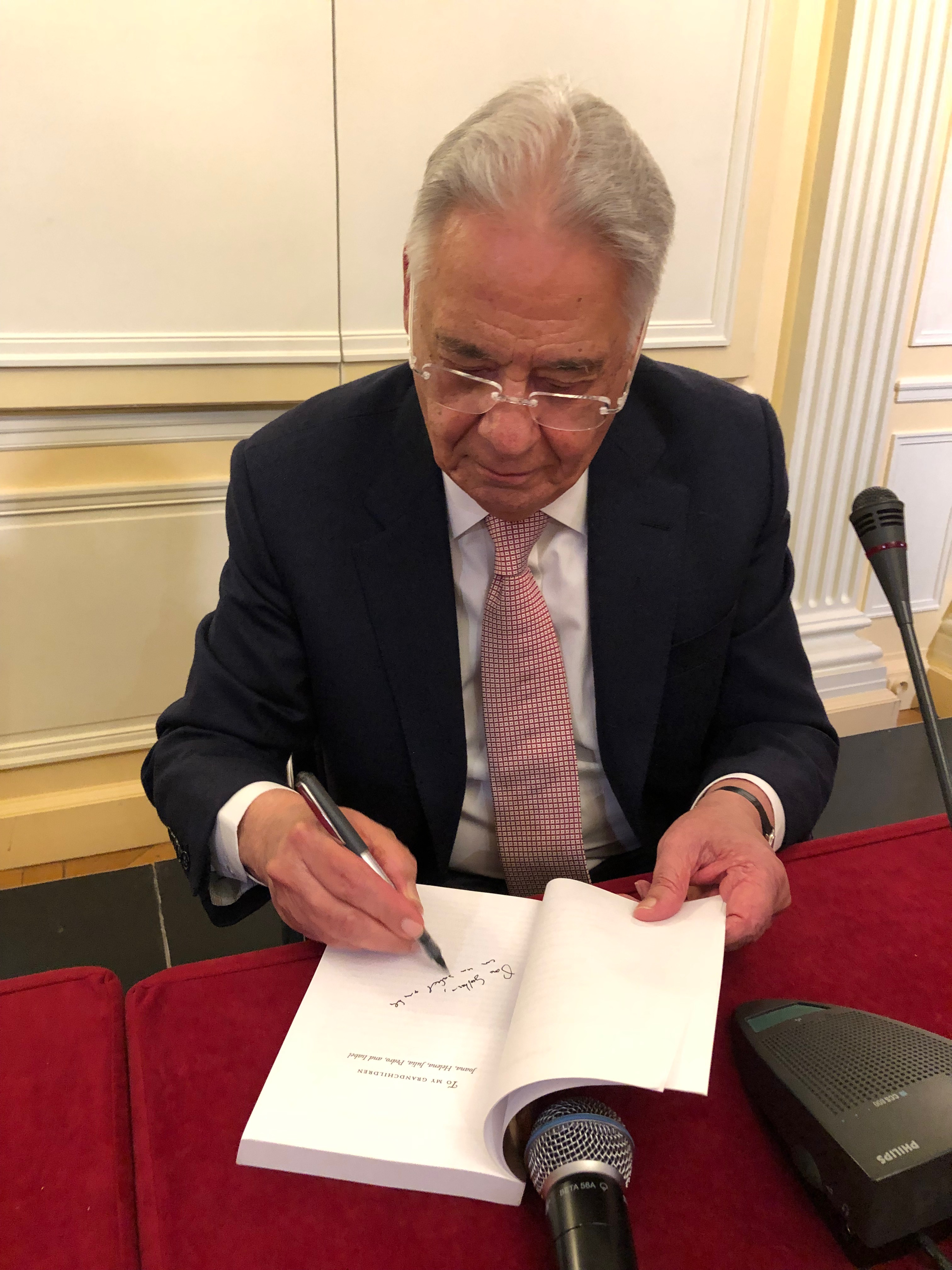
Cardoso después de un coloquio en la Casa de la América Latina de París, enero de 2019.

A pesar de su éxito en términos inflacionarios y cambiarios, el Plan Real mostraba falencias para resolver los problemas de déficit comercial y fiscal, los cuales eran cubiertos a través de financiamiento externo atraído por las altas tasas de interés ofrecidas por el Banco Central. El déficit externo no preocupaba tanto a las autoridades, ya que el incremento de las importaciones era una consecuencia lógica de la estabilización económica y de la apreciación cambiaria. Se suponía que la importación de bienes de capital llevaría a mayores índices de productividad interna y por lo tanto a generar industrias más competitivas, lo cual repercutiría posteriormente en mayores exportaciones. El problema real parecía ser el desequilibrio fiscal para lo cual se aplicaron diversas medidas, como recortes en el gasto público y aumento de impuestos. El equipo económico del Presidente Cardoso confiaba en que en que la situación sería paulatinamente resuelta gracias a la reestructuración productiva y a las medidas de ajuste fiscal. Mientras tanto este proceso sería financiado gracias a la extrema liquidez internacional.
Sin embargo los problemas comenzaron a surgir en 1997, hacia el final del primer mandato de Cardoso. La crisis originada en el sudeste asiático inmediatamente se trasladó al resto de los mercados emergentes, cortando sus líneas de crédito. Ante esta nueva coyuntura el gobierno brasileño no puso en duda el programa económico, sino los tiempos de aplicación. Se anunció un plan de ajuste más amplio para reducir el déficit fiscal lo más pronto posible y se aumentaron las tasas de interés para retener a los capitales externos. Sin embargo, el aumento de las tasas no hacia más que acrecentar el volumen de la deuda externa y dificultar el financiamiento del aparato productivo.
Esta política económica produjo que el crecimiento del país fuese casi nulo, aumentando paralelamente el índice de desempleo. La situación pareció mejorar en los primeros meses de 1998, al producirse una fuerte entrada de capitales, aunque las exportaciones del país descendieron tras una caída en el precio de las materias primas. El posterior derrumbe de Rusia y el aumento del déficit externo brasileño comenzó a inquietar a los inversores. La reelección de Cardoso y las altas reservas acumuladas en el Banco Central no fueron suficientes para evitar el derrumbe de los mercados bursátiles y una constante fuga de capitales. A fines de 1998, el país llegó a un acuerdo con el FMI junto a otros organismos multilaterales y países desarrollados. El acuerdo establecía que Brasil contaría con un blindaje de 41 mil millones de dólares, cuyo objetivo principal sería disminuir las tasas de interés y disuadir posibles ataques especulativos contra el Real. Como contrapartida Brasil debía aplicar medidas de ajuste fiscal que serían controladas por el FMI.
Aunque el Fondo Monetario realizó un primer desembolso de 9.400 millones de dólares, la salida de capitales se profundizó en diciembre de 1998, provocando una nueva caída en el nivel de las reservas internacionales. Finalmente, en enero de 1999, Cardoso debió ceder a las presiones ampliando la banda de flotación del Real en un 8%. Esta devaluación parcial no hizo más que profundizar la demanda de dólares y la caída de reservas, por lo que dos días después del anuncio se debió pasar a un régimen de libre flotación, con lo cual la moneda perdió en tan solo un mes el 60% de su valor. La cotización pasó de 1.21 reales por dólar en diciembre de 1998 a 2 reales por dólar en febrero de 1999, tras lo cual la moneda comenzó a recuperarse fijando una devaluación en torno al 40%. A pesar de los temores y los malos presagios, la economía brasileña se reactivó en el segundo semestre de 1999 y muchas empresas finalizaron el año con buenas tasas de ganancia.
En las elecciones generales de octubre de 2002 Cardoso apoyó la candidatura presidencia de José Serra quien fue derrotado por Lula da Silva, máximo representante de la izquierda brasileña.
Del gabinete de Cardoso se destacaron Pedro Malan (Hacienda), Bresser Pereira (Ciencia y Tecnología), Pelé (Deportes), Nelson Jobim (Justicia y luego Defensa), Sarney Filho (Medio Ambiente), Luiz Felipe Lampreia y Celso Lafer (Relaciones Exteriores).

## Actuación posterior
Desde su salida del gobierno Cardoso se ha dedicado a seminarios y a un Instituto que lleva su nombre. Sigue actuando en los bastidores de la política, criticando el gobierno Lula y promoviendo los candidatos de su partido.
En 2008 la Fundación Konex de Argentina le otorgó el Premio Konex Mercosur como una de las personalidades más destacadas de las Instituciones-Comunidad-Empresa de aquella década en la región. Es miembro del Club de Madrid.
En 2022 da su apoyo a Lula da Silva para la segunda vuelta en las elecciones presidenciales de Brasil.